# Saint-Hilaire-la-Palud
Saint-Hilaire-la-Palud est une commune du Centre-Ouest de la France située dans le département des Deux-Sèvres en région Nouvelle-Aquitaine.

## Géographie
Confinée dans la partie sud-ouest du département des Deux-Sèvres, la commune de Saint-Hilaire-la-Palud est à la fois limitrophe de la Vendée et de la Charente-Maritime. Elle appartient au canton de Mauzé-sur-le-Mignon et en est la deuxième commune par sa population, après le chef-lieu de canton.
Comme son nom l'indique, elle fait partie d'un vaste territoire marécageux qui a été drainé depuis le Moyen-Âge, et connu aujourd'hui sous le nom de Marais poitevin.
Située dans la partie la plus sauvage du Marais poitevin, appelée aussi Venise verte, la commune offre de remarquables découvertes grâce à la richesse de son milieu naturel, en grande partie préservé. Ses canaux, conches, rigoles, fossés, couvrent plus du dixième des 1 600 ha de l'ensemble du Marais mouillé. Une impressionnante "cathédrale de verdure", constituée par l'alignement des innombrables frênes têtards, saules et peupliers, s'offre aux regards des visiteurs et des touristes de plus en plus nombreux à visiter cette partie pittoresque du Marais poitevin.
Tout à l'ouest, la commune est arrosée par le Mignon, qui la longe sur sa rive droite, et la sépare du département de la Charente-Maritime. Dans la commune, la rivière est canalisée et porte le nom de canal du Mignon.

### Communes limitrophes
| La Ronde (Charente-Maritime)            | Damvix (Vendée)        | Arçais               |
| La Grève-sur-Mignon (Charente-Maritime) | Saint-Hilaire-la-Palud | Saint-Georges-de-Rex |
| Cramchaban (Charente-Maritime)          | Prin-Deyrançon         | Le Bourdet           |

### Climat
Pour des articles plus généraux, voir Climat de la Nouvelle-Aquitaine et Climat des Deux-Sèvres.
Historiquement, la commune est exposée à un climat océanique limousin.  
En 2020, Météo-France publie une typologie des climats de la France métropolitaine dans laquelle la commune est exposée à un climat océanique et est dans la région climatique  Poitou-Charentes, caractérisée par un bon ensoleillement, particulièrement en été et des vents modérés.
Pour la période 1971-2000, la température annuelle moyenne est de 12,2 °C, avec une amplitude thermique annuelle de 14,4 °C. Le cumul annuel moyen de précipitations est de 803 mm, avec 12,4 jours de précipitations en janvier et 6,5 jours en juillet. Pour la période 1991-2020, la température moyenne annuelle observée sur la station météorologique la plus proche, située sur la commune de Prin-Deyrançon à 7 km à vol d'oiseau, est de 12,9 °C et le cumul annuel moyen de précipitations est de 837,0 mm,. Pour l'avenir, les paramètres climatiques de la commune estimés pour 2050 selon différents scénarios d’émission de gaz à effet de serre sont consultables sur un site dédié publié par Météo-France en novembre 2022.

## Urbanisme

### Typologie
Au 1er janvier 2024, Saint-Hilaire-la-Palud est catégorisée bourg rural, selon la nouvelle grille communale de densité à sept niveaux définie par l'Insee en 2022.
Elle est située hors unité urbaine. Par ailleurs la commune fait partie de l'aire d'attraction de Niort, dont elle est une commune de la couronne,. Cette aire, qui regroupe 91 communes, est catégorisée dans les aires de 50 000 à moins de 200 000 habitants,.

### Occupation des sols
L'occupation des sols de la commune, telle qu'elle ressort de la base de données européenne d’occupation biophysique des sols Corine Land Cover (CLC), est marquée par l'importance des territoires agricoles (94,4 % en 2018), une proportion sensiblement équivalente à celle de 1990 (94,9 %). La répartition détaillée en 2018 est la suivante : 
terres arables (55,5 %), zones agricoles hétérogènes (24,4 %), prairies (14,4 %), zones urbanisées (5 %), forêts (0,6 %). L'évolution de l’occupation des sols de la commune et de ses infrastructures peut être observée sur les différentes représentations cartographiques du territoire : la carte de Cassini (XVIIIe siècle), la carte d'état-major (1820-1866) et les cartes ou photos aériennes de l'IGN pour la période actuelle (1950 à aujourd'hui).

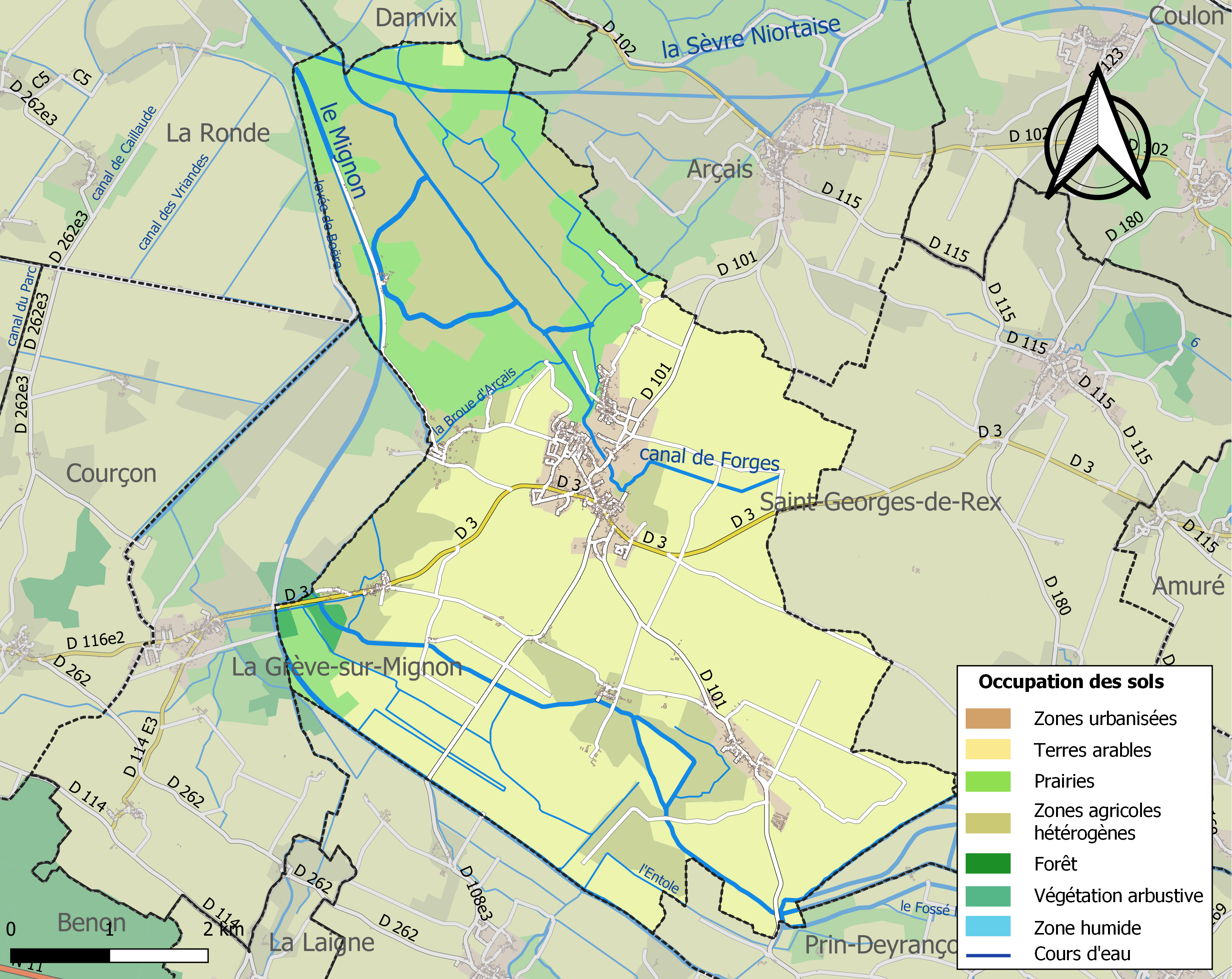
Carte des infrastructures et de l'occupation des sols de la commune en 2018 (CLC).

### Risques majeurs
Le territoire de la commune de Saint-Hilaire-la-Palud est vulnérable à différents aléas naturels : météorologiques (tempête, orage, neige, grand froid, canicule ou sécheresse), inondations, mouvements de terrains et séisme (sismicité modérée). Un site publié par le BRGM permet d'évaluer simplement et rapidement les risques d'un bien localisé soit par son adresse soit par le numéro de sa parcelle.
Certaines parties du territoire communal sont susceptibles d’être affectées par le risque d’inondation par débordement de cours d'eau, notamment le Mignon, la Courance. La commune a été reconnue en état de catastrophe naturelle au titre des dommages causés par les inondations et coulées de boue survenues en 1982, 1983, 1993, 1995, 1999 et 2010,. Le risque inondation a vocation à être pris en compte dans l'aménagement du territoire de la commune par le biais du projet plan de prévention des risques inondation (PPRI) du « Marais poitevin ».  Une première phase d'études techniques a consisté à réviser l'atlas des zones inondables des huit communes suivantes, Bessines, Magné, Coulon, Frontenay Rohan-Rohan, Sansais, Le Vanneau-Irleau, Arçais et Saint-Hilaire-la-Palud, qui datait de 1997. Au regard des enjeux, un PPRI  a été prescrit le 23 juin 2022 sur le territoire des communes de Bessines, Coulon et Magné.

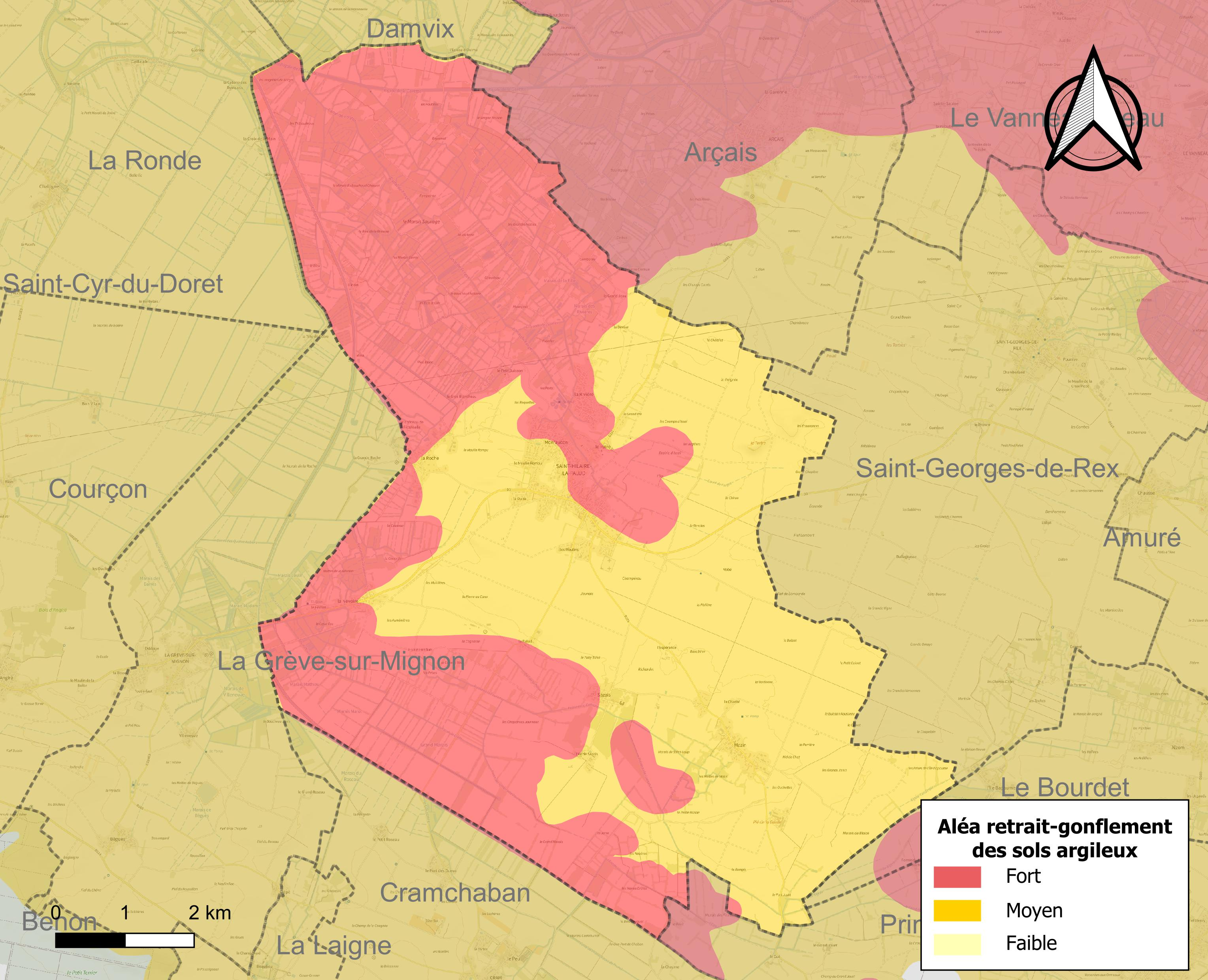
Carte des zones d'aléa retrait-gonflement des sols argileux de Saint-Hilaire-la-Palud.

Les mouvements de terrains susceptibles de se produire sur la commune sont des tassements différentiels. Le retrait-gonflement des sols argileux est susceptible d'engendrer des dommages importants aux bâtiments en cas d’alternance de périodes de sécheresse et de pluie. La totalité de la commune est en aléa moyen ou fort (54,9 % au niveau départemental et 48,5 % au niveau national). Depuis le 1er octobre 2020, en application de la loi ELAN, différentes contraintes s'imposent aux vendeurs, maîtres d'ouvrages ou constructeurs de biens situés dans une zone classée en aléa moyen ou fort,.
La commune a été reconnue en état de catastrophe naturelle au titre des dommages causés par la sécheresse en 1995, 2003, 2005, 2011 et 2017 et par des mouvements de terrain en 1999 et 2010.

## Politique et administration
| Période                                  | Période  | Identité           | Étiquette | Qualité                                                   |
| ---------------------------------------- | -------- | ------------------ | --------- | --------------------------------------------------------- |
| 1983                                     | 1989     | Christiane Bonnaud | FN        | Ancienne avocate                                          |
|                                          |          |                    |           |                                                           |
| 1995                                     | 2001     | Christiane Bonnaud |           |                                                           |
| mars 2001                                | 2014     | Olivier Marie      |           |                                                           |
| mars 2014                                | 2020     | Dany Brémaud       |           |                                                           |
| 2020                                     | En cours | François Bonnet    | DVG       | Président de la Fédération régionale des éleveurs caprins |
| Les données manquantes sont à compléter. |          |                    |           |                                                           |

## Démographie
À partir du XXIe siècle, les recensements réels des communes de moins de 10 000 habitants ont lieu tous les cinq ans. Pour Saint-Hilaire-la-Palud, cela correspond à 2007, 2012, 2017, etc. Les autres dates de « recensements » (2006, 2009, etc.) sont des estimations légales.
| 1793  | 1800  | 1806  | 1821  | 1831  | 1836  | 1841  | 1846  | 1851  |
| ----- | ----- | ----- | ----- | ----- | ----- | ----- | ----- | ----- |
| 1 279 | 1 572 | 1 491 | 1 587 | 1 645 | 1 659 | 1 718 | 1 771 | 1 761 |

| 1856  | 1861  | 1866  | 1872  | 1876  | 1881  | 1886  | 1891  | 1896  |
| ----- | ----- | ----- | ----- | ----- | ----- | ----- | ----- | ----- |
| 1 810 | 1 940 | 1 980 | 2 012 | 1 987 | 2 039 | 2 043 | 1 915 | 1 898 |

| 1901  | 1906  | 1911  | 1921  | 1926  | 1931  | 1936  | 1946  | 1954  |
| ----- | ----- | ----- | ----- | ----- | ----- | ----- | ----- | ----- |
| 1 886 | 1 953 | 1 965 | 1 776 | 1 844 | 1 668 | 1 522 | 1 571 | 1 614 |

| 1962  | 1968  | 1975  | 1982  | 1990  | 1999  | 2006  | 2007  | 2012  |
| ----- | ----- | ----- | ----- | ----- | ----- | ----- | ----- | ----- |
| 1 549 | 1 543 | 1 487 | 1 422 | 1 387 | 1 344 | 1 527 | 1 553 | 1 584 |

| 2017  | 2022  | - | - | - | - | - | - | - |
| ----- | ----- | - | - | - | - | - | - | - |
| 1 540 | 1 510 | - | - | - | - | - | - | - |

## Culture locale et patrimoine

### Lieux et monuments
- Église Saint-Hilaire de Saint-Hilaire-la-Palud. À la suite du séisme de 2023, un périmètre de sécurité a été établi autour de l'édifice[26].

### Personnalités liées à la commune
- Paul Legatte (1916-2002), conseiller d'État, membre du Conseil constitutionnel (1983-1986),  médiateur de la République (1986-1992), est né à Saint-Hilaire-la-Palud.

### Divers
Saint-Hilaire-la-Palud est à l'origine du premier « Rassemblement des Saint-Hilaire de France » qui s'est déroulé dans la commune les 19 et 20 août 2006, réunissant 21 communes de ce nom, c'est Michèle Ghiragossian qui en est l'instigatrice.
Le 2e rassemblement des Saint-Hilaire de France s'est déroulé les 4 et 5 août 2007 à Saint-Hilaire-en-Lignières, réunissant 13 communes de ce nom.
La commune de Saint-Hilaire dans l'Allier a accueilli le 3e rassemblement, les 26 et 27 juillet 2008, réunissant 23 communes.
Le 4e rassemblement a lieu les 25 et 26 juillet 2009 à Saint-Hilaire dans la Haute-Garonne, réunissant 22 communes.
La 5e édition a été accueillie par Saint-Hilaire-Saint-Mesmin dans le département du Loiret les 24 et 25 juillet 2010.
Le 6e rassemblement s'est déroulé à Saint-Hilaire-Barbezieux en Charente en 2011.
Le 7e rassemblement a eu lieu à Saint-Hilaire-le-Petit, Saint-Hilaire-le-Grand et Saint-Hilaire-au-Temple, l'association Trilhaire51 a accueilli ce rassemblement avec du champagne.
Le 8e rassemblement a accueilli les délégations à Saint-Hilaire-Peyroux en Corrèze avec une surprise de taille, le président de la République a fait l'amitié aux participants de venir les saluer et de rester avec eux durant une demi-heure, concrétisant ainsi au sommet de l'État ces rassemblements, près de 900 convives avaient pris place le soir du dîner de gala.
Entre-temps une délégation de 58 personnes toujours en 2013 a été reçue par Michel Gilert à Mont-Saint-Hilaire au Québec avec une sympathie et un grand plaisir de part et d'autre[réf. nécessaire].
Le 9e rassemblement  a mené les participants à Saint-Hilaire-du-Rosier dans l'Isère et c'est une vidéo de Jamel Debbouze qui a souhaité la bienvenue aux participants, plus de 800 convives étaient présents au dîner de gala.
C'est de nouveau Saint-Hilaire-la-Palud qui accueille le 10e rassemblement en 2016.

### Héraldique
| Blason de Saint-Hilaire-la-Palud | Blason  | Parti de gueules et d'or, le gueules chargé d'une crosse d'or, au clocher de l'église du lieu d'argent et à la barque avec sa gaffe du même brochant sur la partition et mouvant d'une champagne ondée d'or sommée d'une fasce ondée de sinople. |
| Blason de Saint-Hilaire-la-Palud | Détails | Le statut officiel du blason reste à déterminer. |